# Shijimia moorei
Shijimia moorei är en fjärilsart som beskrevs av John Henry Leech 1889. Shijimia moorei ingår i släktet Shijimia och familjen juvelvingar. Inga underarter finns listade i Catalogue of Life.